# Piper PA-31T Cheyenne
Пайпер PA-31T Шайенн (Piper PA-31T Cheyenne) — американский двухмоторный турбовинтовой самолёт общего назначения, созданный на основе Пайпер PA-31P Навахо.

## Разработка и создание
Этот самолёт является усовершенствованной версией герметичного Навахо, который оборудован двумя турбовинтовыми двигателями Pratt & Whitney Canada PT6A-28. Позже самолёт был дополнительно доработан: были изменены некоторые аэродинамические элементы и удлинён фюзеляж. PA-31T стал базовой моделью для создания PA-42 Cheyenne III и IV.
Прототип совершил первый полёт 29 августа 1969 года, но усовершенствование системы управления для увеличения полезной нагрузки и скоростей, а также потоп в июне 1972 года на производстве в Лок-Хейвен, шт. Пенсильвания значительно задержали поставки. Сертификация была завершена 3 мая 1972 года, а первый полёт серийный экземпляр (с двигателем в 462кВт/620л.с. PT6A-28) совершил 22 октября 1973 года.
Менее мощный и дешевый Шайенн I (Cheyenne I) с двигателем в 373кВт/500л.с. PT6A-11) был запущен в производство в 1978 году. Старый, оригинальный Шайенн был переименован в Шайенн II (Cheyenne II). Изменения, сделанные в 1983 году в аэродинамических элементах, обтекателях двигателей и интерьере увеличили мощность самолёта и привели к созданию версии Шайенн IА (Cheyenne IА).
В 1979 году удлинённый и усовершенствованный Шайенн IIXL (Cheyenne IIXL) был поставлен на производство. По сравнению с обычным он был длиннее на 61 см, имел грузоподъёмность на 180 кг больше и с левой стороны фюзеляжа появилось ещё одно окно. На этой версии использовался двигатель PT6A-135 с мощностью 560кВт/750 л.с. Версия Шайенн IIXLа (Cheyenne IIXLа) была разработана, но так и не начала производиться.

## Варианты самолёта
PA-31T Cheyenne Iусовершенствованная версия с двумя турбовинтовыми двигателями мощность 500 лошадиных сил (373 кВт) Pratt & Whitney Canada PT6A-II.
PA-31T Cheyenne IAобновлённая версия PA-31T Cheyenne I.
PT-31T Cheyenne IIпервоначальная серийная версия с двумя турбовинтовыми двигателями мощность 620 лошадиных сил (462 кВт) Pratt & Whitney Canada PT6A-28.
PT-31T Cheyenne IIXLудлинённая версия с двумя турбовинтовыми двигателями мощность 750 лошадиных сил (559 кВт) Pratt & Whitney Canada PT6A-135.

## Лётно-технические характеристики
Данные согласно Taylor, John W.R. Jane’s All The World’s Aircraft 1976-77. London:Jane’s Yearbooks, 1976, ISBN 0-354-00538-3.

### Технические характеристики
- Экипаж: 2 человека
- Пассажировместимость: 4-6 пассажиров
- Длина: 10,57 м
- Размах крыла: 13,01 м
- Высота: 3,89 м
- Площадь крыла: 21,3 м²
- Профиль крыла:
- Масса пустого: 2 209 кг
- Максимальная взлётная масса: 4 082 кг
- Масса полезной нагрузки: 376 кг
- Двигатели: 2× Pratt & Whitney Canada PT6A-28 (620 л.с.)

### Лётные характеристики
- Максимальная скорость: 525 км/ч (326 миль/ч, 283 узлов) на высоте 3 300 метров
- Крейсерская скорость: 393 км/ч (244 миль/ч, 212 узлов) на высоте 7 600 метров (25 000 футов)
- Минимальная скорость: 142 км/ч (88 миль/ч, 77 узлов) (с выпущенными закрылками)
- Практическая дальность: 2 739 км (1 700 бр. миль, 1 480 миль) в экономном режиме
- Практический потолок: 8 840 м (29 000 футов)
- Скороподъёмность: 14,2 м/с (2 800 футов/минуту)